# منظمة 501(c)(3)

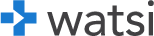
شعار منظمة واتسي - منظمة غير ربحية

منظمة 501(c)(3) هي شركة أو صندوق ائتمان أو جمعية غير مسجلة أو أي نوع آخر من المنظمات المعفاة من ضريبة الدخل الفيدرالية بموجب الفقرة 501(c)(3) من الباب 26 من قانون الولايات المتحدة. وهي واحدة من 29 نوعا من 501(c) منظمات غير ربحية في الولايات المتحدة.
تنطبق الإعفاءات الضريبية 501(c)(3) على الكيانات المنظمة والمدارة حصراً لأغراض دينية أو خيرية أو علمية أو أدبية أو تعليمية، لأغراض الأمن العام، أو تعزيز المنافسة الرياضية الوطنية أو الدولية للهواة، ولمنع القسوة على الأطفال أو النساء أو الحيوانات. ينطبق الإعفاء 501(c)(3) أيضًا على أي مؤسسة أو صندوق أو جمعية تعاونية غير مدمجة منظمة تعمل فقط لهذه الأغراض. هناك أيضًا منظمات داعمة - يُشار إليها غالبًا بشكل مختصر باسم «أصدقاء» المنظمات.

## روابط خارجية
- البحث عن منظمة معفاة من الضرائب.